# Tàu điện ngầm Milano
Milan Metro (tiếng Ý: Metropolitana di Milano) là hệ thống tàu điện tốc độ cao phục vụ Milan, Ý, được điều hành bởi Azienda Transport Milanesi. Milan Metro là hệ thống tàu điện đô thị dài nhất ở Ý. Mạng lưới bao gồm 4 tuyến, được xác định bằng các số và màu khác nhau, với tổng chiều dài mạng lưới 94,5 km, và tổng cộng 108 ga, chủ yếu là đi ngầm dưới lòng đất. Tổng số khách sử dụng hàng ngày khoảng 1,15 triệu lượt người.
Tuyến đầu tiên, tuyến màu đỏ, mở cửa vào năm 1964 khiến Milano là thành phố thứ nhì ở Ý sau Roma có một hệ thống tàu điện ngầm. Tuyến màu xanh lá cây mở 5 năm sau đó vào năm 1969, tuyến màu vàng mở cửa vào năm 1990, tuyến màu tím hoa cà khai trương vào năm 2013. Việc mở rộng hiện tại của tuyến 5 và một phần của tuyến mới 4 được lên kế hoạch mở trước khi diễn ra hội chợ triển lãm năm 2015.